# Чистокровные породы лошадей

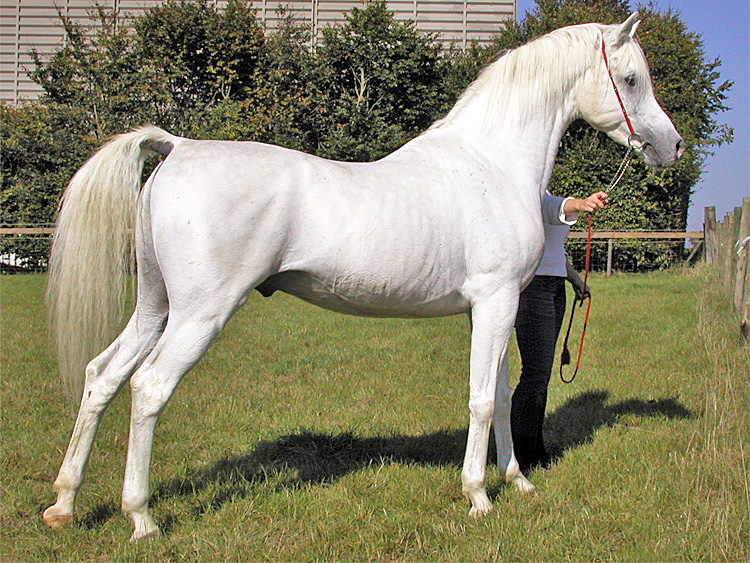
Арабская лошадь

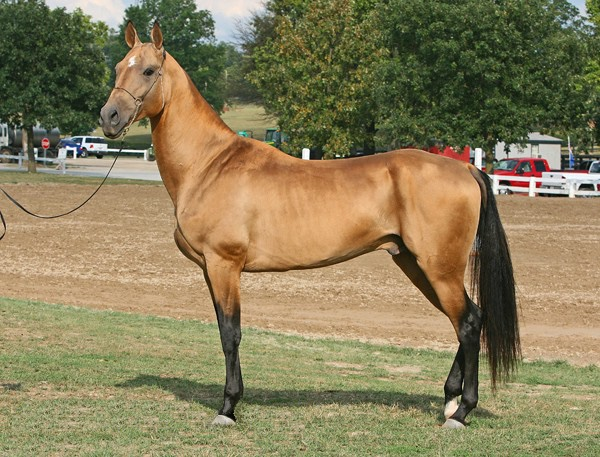
Ахалтекинская лошадь

Чистокровные породы — древние породы лошадей, для создания, улучшения и воспроизводства которых не использовались и не используются другие породы.
В старину в России хороший породистый верховой конь (или лошадь) был известен под именем аргамак — впрочем, так называли любую дорогую (породистую) верховую лошадь азиатской (восточной) породы.

## Чистокровные породы
В коневодстве к чистокровным породам относят:
- арабскую,
- ахалтекинскую.

Иногда к чистокровным породам добавляют чистокровную верховую из-за названия и пылкости темперамента, но строго говоря она не относится к чистокровным, а является полукровной.

## Общие качества чистокровных пород
Среди всех прочих конских пород мира чистокровные выделяются особо: они превосходят всех по выраженности верхового склада, сухости конституции, тонкости костяка, пылкости темперамента, резвости (чистокровная верховая — резвейшая порода в мире), отличаются особой изысканной красотой. Все эти качества соотносятся с понятием о хорошей верховой лошади, причем в чистокровных породах они иногда присутствуют даже «в избытке» — чтобы ездить на очень темпераментной и резвой лошади, нужен достаточно большой опыт всадника. При помощи чистокровных пород создано подавляющее большинство существующих сегодня верховых и легкоупряжных пород (это породы, выведенные скрещиванием местных лошадей с чистокровными верховыми, арабскими и ахалтекинскими, называются полукровными). В разведении многих из полукровных пород (особенно верховых спортивного типа) и сегодня используются вводные скрещивания с чистокровными породами для улучшения верховых качеств, движений, придания сухости.

## Принцип чистоты породы
Все чистокровные породы ведутся в чистоте: прилития инопородной крови исключены. Чистокровная верховая порода имеет старейшую в мире племенную книгу (первый том выпущен в 1793 году, со второго тома племенная книга закрыта, то есть в неё вносится только потомство лошадей, зарегистрированных в первом томе). У арабской и ахалтекинской пород племенные книги современного типа появились уже в XX веке, но традиции народов, создавших эти породы, а также явное превосходство арабов и ахалтекинцев над остальными породами регионов их разведения служили гарантией их чистоты.
В англоязычной коневодческой литературе понятию «чистокровные породы» аналогично понятие «горячекровные породы» (hotblood) или Восточные (Oriental horse); к ним, помимо чистокровной верховой, арабской и ахалтекинской, относится ещё одна восточная порода, в прошлом оказавшая огромное влияние на мировое коневодство — варварийская (берберийская).

## Чистокровные и чистопородные лошади
Чистокровной может быть не только порода, но и конкретная лошадь. В коневодстве чистокровной можно назвать только лошадь, относящуюся к чистокровной породе. Представители же всех остальных пород, имеющие безукоризненное происхождение, называются чистопородными. Лошадь, у которой к чистокровной породе принадлежит лишь один из родителей, называется полукровной.